# Elvira Finsterwald
Elvira Svatetz de Finsterwald (Rosario, 1923 - † 6 de octubre de 2013, Rosario, Argentina) fue una activista argentina por los derechos humanos e integrante de Madres de la plaza 25 de Mayo, la sección rosarina de Madres.

## Biografía
Era madre de Orlando Finsterwald quien fue secuestrado y desaparecido a los 22 años, junto a Daniel Angerosa y Enrique Guastavino,  el 17 de febrero de 1976, en Santa Fe. Orlando militaba en la Juventud Universitaria Peronista en la Facultad de Ingeniería de Rosario y en Montoneros. Previamente ya había sufrido un secuestro y había sobrevivido un intento de asesinato a manos de un grupo de tareas en 1975.
Tuvo una activa participación en la agrupación Madres Rosario. En 1978, junto a otras integrantes como Nelma Jalil, Esperanza Labrador e Irma Molina, empezó a viajar a Buenos Aires, a marchar con las Madres en Plaza de Mayo. 

## Homenaje
Estuvo presente en el homenaje con motivo de haberse cumplido en 2012,  los 35 años de la fundación de Madres de Plaza de Mayo, junto a Norma Birri de Vermeulen, María Adela Panelo de Forestello, Elsa Pozzi de Massa, Noemí Johnston de De Vicenzo y Matilde Espinosa de Tonioli. Participó del homenajes y de entrevistas a Madres Rosario. Cuando falleció el Concejo Municipal de Rosario realizó un homenaje y una declaración de pesar.